# Caino
Caino is een gemeente in de Italiaanse provincie Brescia (regio Lombardije) en telt 1835 inwoners (31-12-2004). De oppervlakte bedraagt 17,3 km², de bevolkingsdichtheid is 95 inwoners per km².

## Demografie
Caino telt ongeveer 729 huishoudens. Het aantal inwoners steeg in de periode 1991-2001 met 16,1% volgens cijfers uit de tienjaarlijkse volkstellingen van ISTAT.
| Jaar | Inwoneraantal |
| ---- | ------------- |
| 1991 | 1390          |
| 2001 | 1614          |

## Geografie
Caino grenst aan de volgende gemeenten: Agnosine, Lumezzane, Nave, Serle, Vallio Terme.